# Стенли (Северна Каролина)
Стенли (енгл. Stanley) град је у америчкој савезној држави Северна Каролина.

## Демографија
По попису из 2010. године број становника је 3.556, што је 503 (16,5%) становника више него 2000. године.
| Група             | 2000.         | 2010.         |
| Белци             | 2.725 (89,3%) | 3.083 (86,7%) |
| Афроамериканци    | 257 (8,4%)    | 346 (9,7%)    |
| Азијати           | 14 (0,5%)     | 16 (0,4%)     |
| Хиспаноамериканци | 25 (0,8%)     | 58 (1,6%)     |
| Укупно            | 3.053         | 3.556         |